# Heelys

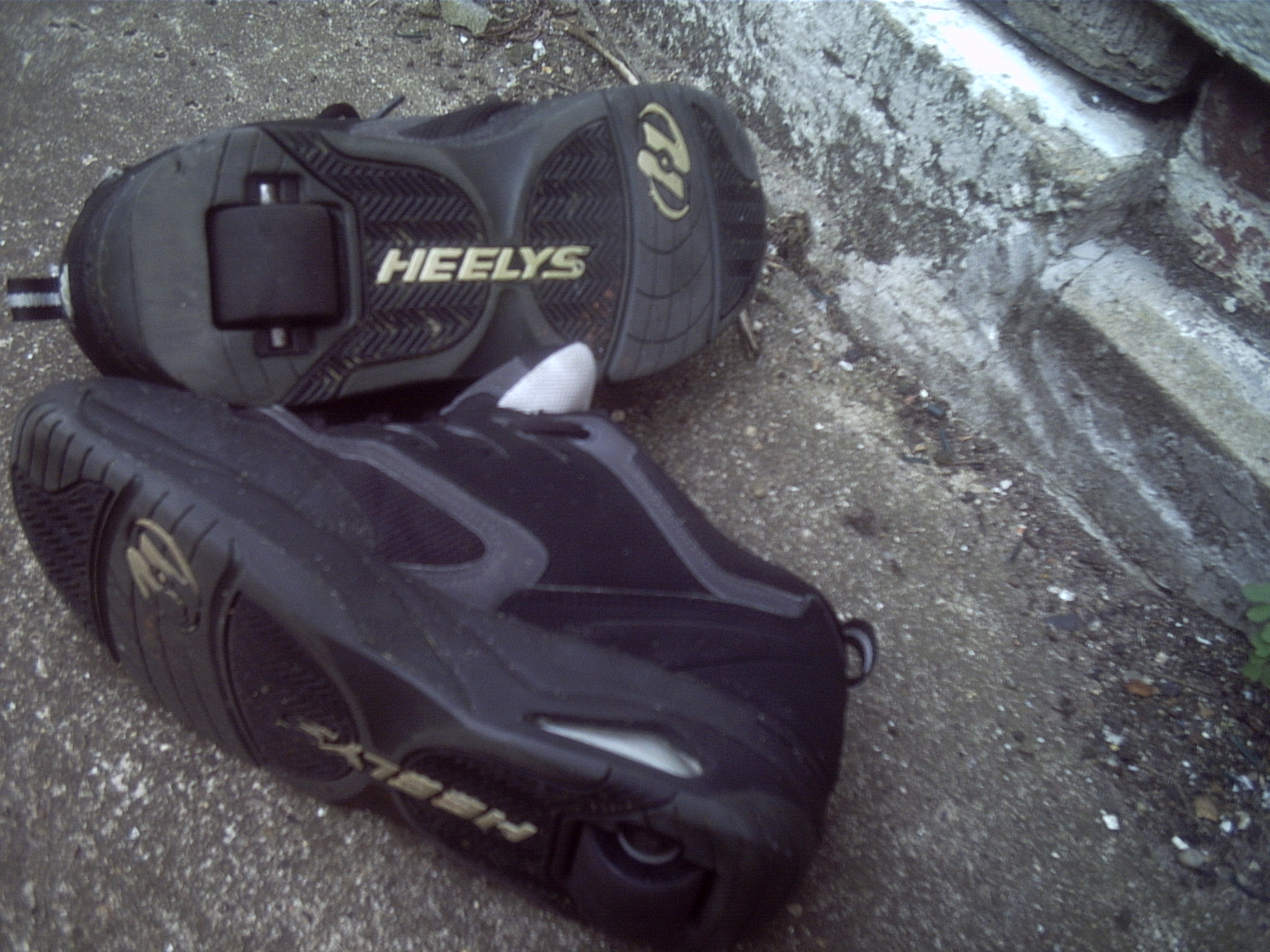
Heelys.

Heelys är en sko, med ett eller två hjul i klacken. Varumärket Heelys grundades 1999 av Roger Adams från ett par gamla sportskor, där han fick idén att sätta ett hjul i hälen. Med skon kan man gå eller springa och med hjälp av att flytta sin egen kroppsvikt till hälarna, så rullar man iväg på dem. Hjulet går att ta loss och skon går att använda som vanligt. 
De första modellerna av Heelys testades och visades upp av ungdomar i trakten, som hjälpte Heelys att lanseras år 2000. Skon spred sig snabbt över världen och så även i Sverige. Den stora kategorin köpare är barn och unga som vill kunna rulla fram på gator och torg. Skon finns med ett eller två hjul. Två hjul för nybörjare och ett hjul för de som har lite mer vana. Heelys finns också som Grindsko för de som till exempel vill åka på räcken. Den har en hård och hal beläggning under foten som gör den mer lämpad som grindsko.